# Lista de parcerias de Fernandinho (cantor)

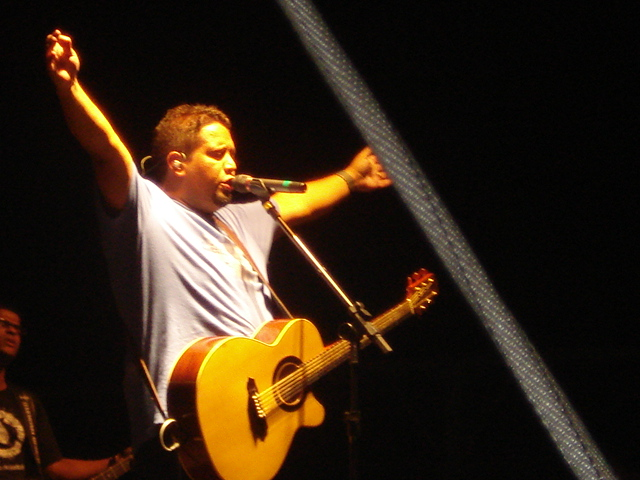
Fernandinho durante um show

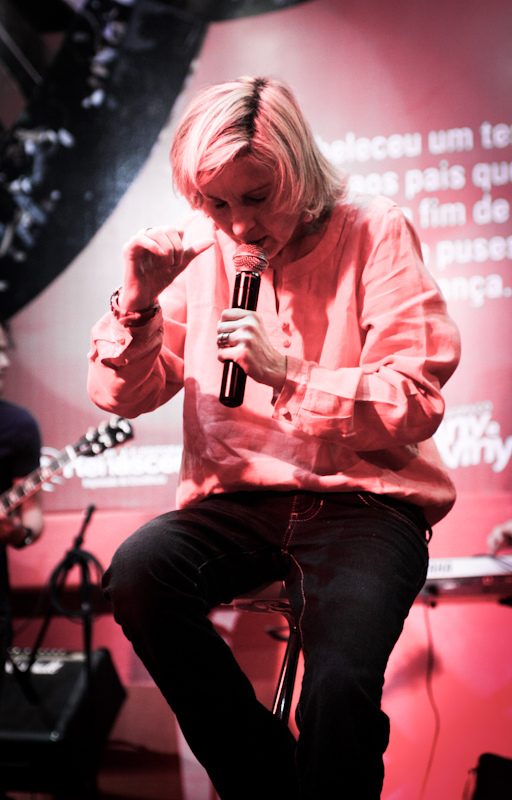
Ludmila Ferber cantou com Fernandinho (cantor) na musica Deus Conhece no álbum O Poder da Aliança.

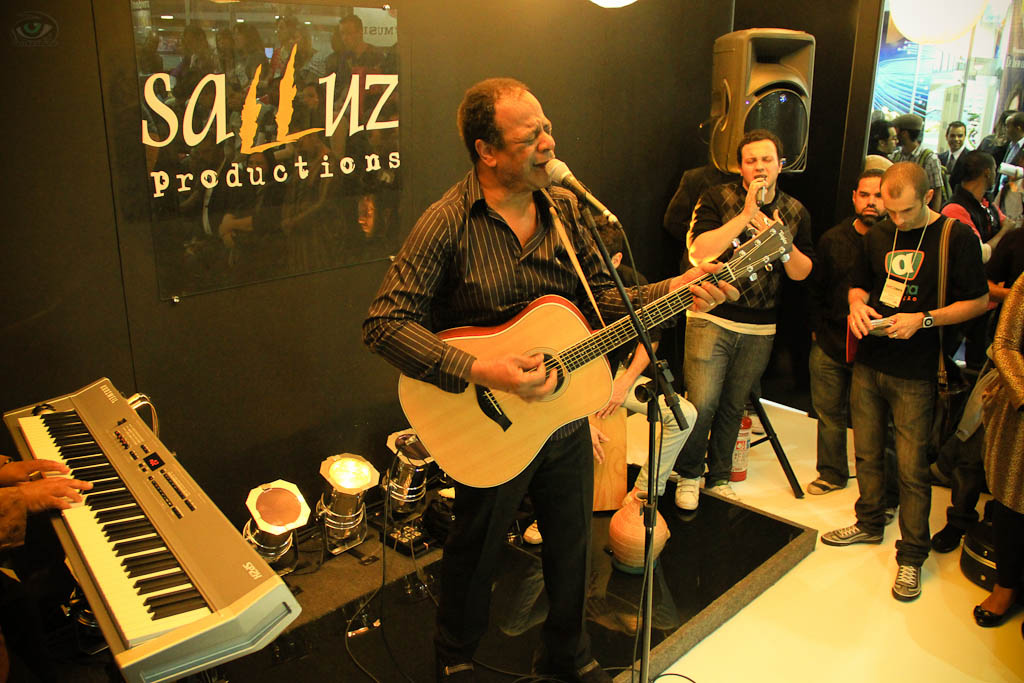
Adhemar de Campos fez vários duetos no seu álbum denominado Comunhão e Adoração 6 onde Fernandinho (cantor) tambem partiçipou cantando a musica Nosso General

Cantor Kleber Lucas convidou Fernandinho (cantor) para cantar no álbum Meu Alvo na música tema

Esta é a lista de parcerias do cantor de música gospel Fernandinho (cantor) recebeu neste anos de carreira.

## Participações e parceiras
| Música                                                    | Cantores(a) e bandas | Álbum                                                 | Ano             |
| Derrama                                                   | Fernanda Brum e Emerson Pinheiro | Faz Chover                                            | (2003)          |
| Faz Chover                                                | Daniel de Souza e Paula Santos | Faz Chover                                            | (2003)          |
| Preciso de Ti                                             | 4 por 1 | De Volta à Inocência                                  | (2004)          |
| Bem Aventurado                                            | Clamor pelas Nações - com Heloisa Rosa | Quem se Importa 3 - Liberdade                         | (2005)          |
| Canção da Liberdade e Eu Me Renderei                      | Clamor pelas Nações com Ricardo Robortella | Quem se Importa 3 - Liberdade                         | (2005)          |
| Derrama Tua Gloria                                        | Ministério Unção Ágape | Derrama Tua Glória                                    | (2005)          |
| Te Adorar                                                 | Asas da Adoração com Christie Tristão | Adoração                                              | (2005)          |
| Greação de Samuel                                         | Asaph Borba e Rosana Borba | Abundante Chuva                                       | (2006)          |
| Mais Alto                                                 | Ricardo Robortella | Abundante Chuva                                       | (2006)          |
| Yeshua                                                    | Bianca Azevedo | Sede de Justiça                                       | (2007)          |
| Chorem                                                    | Ricardo Robortella | Sede de Justiça                                       | (2007)          |
| Nosso General                                             | Adhemar de Campos | Comunhão e Adoração 6                                 | (2007)          |
| Tributo a Yehovah                                         | Adhemar de Campos, Nelson Bomilcar, Nívea Soares, Rodrigo Campos, Rachel Novaes, Ronaldo Bezerra, Soraya Moraes, Ana Paula Valadão, Christie Tristão, Massao Suguihara, David Quinlan, Daniel Souza, Davi Sacer, Luiz Arcanjo e Pregador Luo                                                                 | Comunhão e Adoração 6                                 | (2007)          |
| Tu és Bom                                                 | Samuel Barbosa | Usa a Minha Vida                                      | (2007)          |
| Tu és bom                                                 | Fernanda Brum , Christie Tristão,Coalo Zamorano e Jorge Szczecko | Adoração & Adoradores - Até os Confins da Terra       | (2008)          |
| Aguas Vivas                                               | | Adoração & Adoradores - Até os Confins da Terra       | (2008)          |
| O Teu Amor                                                | Massao Suguihara | Adoração & Adoradores - Até os Confins da Terra       | (2008)          |
| Teu Nome é Santo                                          | Daniel de Souza | Dvd Frutos do Espírito Ao Vivo Vol. 5 - Centralidade  | (2008)          |
| Tua Glória a Brilhar                                      | Nívea Soares | Digno - Global Worship                                | (2008)          |
| Digno                                                     | Christie Tristão | Digno - Global Worship                                | (2008)          |
| Leva-me Além                                              | Clamor pelas Nações com Ricardo Robortella | Quem se Importa 5 - Que Amor é esse? e Renovo (álbum) | (2008) e (2009) |
| Clamarei Teu Santo Nome, Canção da Liberdade e Abraça- me | Ricardo Robortella e Heloisa Rosa | Amigos Adoradores                                     | (2008)          |
| Eu fui Comprado                                           | Pastor Mano Keilo | Uma Nova História                                     | (2009)          |
| Anjos e Querubins                                         | Bispo Rodovalho | Clamor Brasil - Mais que Amigos                       | (2009)          |
| Meu Alvo                                                  | Kleber Lucas | Meu Alvo                                              | (2009)          |
| Chuva                                                     | Clamor pelas Nações | Renovo                                                | (2009)          |
| Encontro Profético de Ministros                           | Ricardo Robortella, Fernandinho (cantor), Judson Oliveira, Fernanda Brum, Paula Santos e Simone Robortella | Renovo                                                | (2009)          |
| Futuro da Nação                                           | Nívea Soares, Fernanda Brum, Rodolfo Abrantes, Paulo César Baruk, David Quinlan, Marcus Salles, André Brun, Isaac Mercadante, Edilma Santos e Ton Dantas | Tenho Fome - O Tempo de Deus Chegou                   | (2010)          |
| Sorria                                                    | Kleber Lucas, Soraya Moraes, Mariana Valadão, André Valadão, Baby do Brasil, Paula T. Santos, Carlinhos Félix, Cassiane, Clayton Olee, Davi Fernandes, DiscoPraise,Cláudio Claro, Luiz Arcanjo, Peter Quintino, Trazendo a Arca e Oséias de Paula, Genésio de Souza, Geraldo Alcântara e Linvingston Farias. | Single                                                | (2010)          |
| Bendizei ao Senhor                                        | Clamor pelas Nações com Nivea Soares e Ricardo Robortella | Quem se Importa 5 - Que Amor é esse?                  | (2011)          |
| Rendido Estou                                             | Aline Barros | Extraordinário Amor de Deus                           | (2011)          |
| Alto Preço                                                | Pregador Luo, Ludmila Ferber, Damares, Eyshila, Regis Danese, Fernanda Brum, Davi Sacer e Diante do Trono | Festival Promessas                                    | (2011)          |
| Deus Conhece e Canção do Amigo                            | Ludmila Ferber, Alda Célia, Ana Paula Valadão Bessa, Asaph Borba, Ana Paula Nóbrega, Gilmar Britto e David Quinlan | O Poder da Aliança                                    | (2011)          |
| Não há evangelho sem cruz                                 | Marcus Salles | Ao Vivo na Igreja                                     | (2012)          |
| Aviva-nos (Awakening)                                     | Chris Tomlin e Massao Suguihara | Adoração & Adoradores - Foi por Amor                  | (2012)          |
| Agindo Deus e Um Dia Em Tua Casa                          | Pastor Mano Queilo | Teus Sonhos                                           | (2012)          |
| Minha Pequena Luz (Let it Shine)                          | André Valadão, Cassiane, Aline Barros, Thalles Roberto e Diante do Trono | Festival Promessas                                    | (2012)          |
| Minhas Fontes                                             | Clamor pelas Nações | Sou Peregrino                                         | (2012)          |
| És a Minha Visão                                          | David Quinlan | Um Lugar para Dois                                    | (2012)          |
| "Santo es Senhor" e "Tu és Meu Deus"                      | Soulfire Revolution | Aviva                                                 | (2013)          |
| Oh, Glória                                                | Irmão Lázaro | Entre Amigos                                          | (2013)          |
| Te Adorar                                                 | Aline Barros | Fernandinho Acústico                                  | (2014)          |
| Se Não For Pra te Adorar                                  | David Quinlan | Fernandinho Acústico                                  | (2014)          |
| Eu Vou Abrir o Meu Coração                                | Fernanda Brum | Fernandinho Acústico                                  | (2014)          |
| Tudo Pertence a Ti                                        | Clamor pelas Nações | Mostra a Tua Glória                                   | (2014)          |
| Maravilhoso                                               | Cleyde Jane | Nasci para Vencer                                     | (2014)          |
| Yeshua                                                    | Kim Walker-Smith | Galileu                                               | (2015)          |
| Faz de Novo                                               | Geraldo Guimarães | Céus Abertos                                          | (2014)          |
| Estenda o Teu Cetro                                       | Igreja Batista Atitude Central da Barra | Nada Temerei                                          | (2015)          |
| Rendido Estou                                             | Aline Barros e Bruna Karla | Extraordinária Graça                                  | (2015)          |
| Mais Alto que o Céu                                       | Gateway Worship e Diante do Trono | Muralhas                                              | (2016)          |
| Por Favor, Não Pare                                       | Flordelis | Realize                                               | (2017)          |
| A Cruz e o Paraíso                                        | Anderson Freire | Contagem Regressiva                                   | (2018)          |
| Insubstituível                                            | Luma Elpídio | Tua Glória                                            | (2019)          |
| Daniel                                                    | Thalles Roberto | Luz                                                   | (2021)          |